# Valley Falls (Nova York)
Valley Falls és una població dels Estats Units a l'estat de Nova York. Segons el cens del 2000 tenia 491 habitants.

## Demografia
Segons el cens del 2000, Valley Falls tenia 491 habitants, 179 habitatges, i 132 famílies. La densitat de població era de 430,9 habitants per km².
Dels 179 habitatges en un 42,5% hi vivien nens de menys de 18 anys, en un 55,9% hi vivien parelles casades, en un 15,6% dones solteres, i en un 25,7% no eren unitats familiars. En el 19,6% dels habitatges hi vivien persones soles el 9,5% de les quals corresponia a persones de 65 anys o més que vivien soles. El nombre mitjà de persones vivint en cada habitatge era de 2,74 i el nombre mitjà de persones que vivien en cada família era de 3,2.
Per edats la població es repartia de la següent manera: un 30,8% tenia menys de 18 anys, un 5,7% entre 18 i 24, un 32,8% entre 25 i 44, un 20% de 45 a 60 i un 10,8% 65 anys o més.
L'edat mediana era de 35 anys. Per cada 100 dones de 18 o més anys hi havia 92,1 homes.
La renda mediana per habitatge era de 56.250 $ i la renda mediana per família de 59.583 $. Els homes tenien una renda mediana de 34.808 $ mentre que les dones 28.750 $. La renda per capita de la població era de 20.989 $. Entorn del 7,2% de les famílies i el 4,4% de la població estaven per davall del llindar de pobresa.